# Karin Borgström
Karin Josefina Kristina Borgström, född Schöld 27 maj 1903 i Hörby, död 19 januari 1987 i Tjörnarp, var en svensk konstnär.
Borgström studerade vid Skånska målarskolan i Malmö samt under studieresor till Nederländerna och Tyskland. Hennes konst består av blomsterstilleben, landskap med snö och orientaliska typer.